# 贺逻鹘
贺逻鹘（?—?），东突厥汗国至唐朝人物，突利可汗的儿子。
突利可汗在唐太宗贞观五年（631年）去世，太宗为他举哀，中书侍郎岑文本为他书写碑文。贺逻鹘嗣北平郡王，顺州都督。贞观十三年（639年），贺逻鹘跟随唐太宗至九成宫。贺逻鹘的叔叔中郎将结社率暗中勾结部落四十余人，想要拥贺逻鹘北还，他说：“我听说晋王四更夜间由仪卫清道出宫，我乘机突进，可攻打皇帝的行在。”当夜有大风，晋王李治没有出来，结社率害怕计划泄漏，于是越过第四重幕，引弓乱发，箭射中营，鼓噪而杀卫士数十人。折冲孙武开率兵奋击，结社率逃走。杀看管马厩的人盗马，想要渡渭河，逃回其部落。被巡逻兵士擒斩。唐太宗下诏赦免贺逻鹘的死罪，流放到岭南。唐太宗立阿史那思摩为乙弥泥孰俟利苾可汗，赐姓李，建牙黄河河套以北，迁回突厥故地。